# Засядко (лунный кратер)
Кратер Зася́дко (лат. Zasyadko) — небольшой ударный кратер на обратной стороне Луны. Назван в честь российского артиллериста, специалиста в области ракетного дела, генерал-лейтенанта Александра Дмитриевича Засядко (1774—1837). Это название было утверждено Международным астрономическим союзом в 1976 году.

## Описание кратера

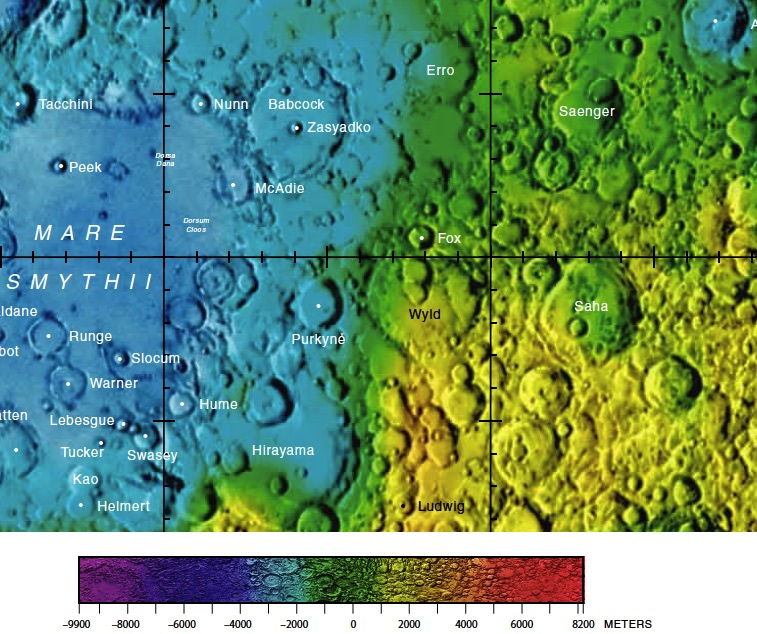
Окрестности кратера Засядко. Фрагмент карты обратной стороны Луны.

Данный кратер расположен к северо-востоку от Моря Смита, в центре 95-километрового кратера Бэбкок. Ближайшими соседями кратера являются кратер Нунн на западе; кратер Дрейер на севере-северо-востоке; кратер Эрро на востоке-северо-востоке; кратер Фокс на юго-востоке и кратер Мак-Эди на юго-западе. На севере от кратера находится Море Краевое. Селенографические координаты центра кратера — 3°58′ с. ш. 94°11′ в. д. / 3,96° с. ш. 94,19° в. д., диаметр — 10,3 км, глубина — 1,8 км.
Кратер Засядко имеет циркулярную чашеобразную форму с небольшим участком плоского дна, практически не подвергся разрушению. Вал четко очерчен, внутренний склон вала гладкий. Высота вала над окружающей местностью достигает 410 м, объем кратера составляет приблизительно 50 куб.км. По морфологическим признакам кратер относится к типу BIO (по названию типичного представителя этого класса — кратера Био).
Кратер находится около края обратной стороны Луны и благодаря либрациям иногда виден с Земли.

## Сателлитные кратеры
Отсутствуют.